# La Puerta de Segura
La Puerta de Segura är en ort i Spanien.   Den ligger i provinsen Provincia de Jaén och regionen Andalusien, i den centrala delen av landet, 240 km söder om huvudstaden Madrid. La Puerta de Segura ligger 594 meter över havet och antalet invånare är 2 659.
Terrängen runt La Puerta de Segura är huvudsakligen kuperad. La Puerta de Segura ligger nere i en dal. Runt La Puerta de Segura är det glesbefolkat, med 12 invånare per kvadratkilometer. Närmaste större samhälle är Beas de Segura, 17,1 km sydväst om La Puerta de Segura. Omgivningarna runt La Puerta de Segura är i huvudsak ett öppet busklandskap.